# Museo nazionale di belle arti della Repubblica di Bielorussia

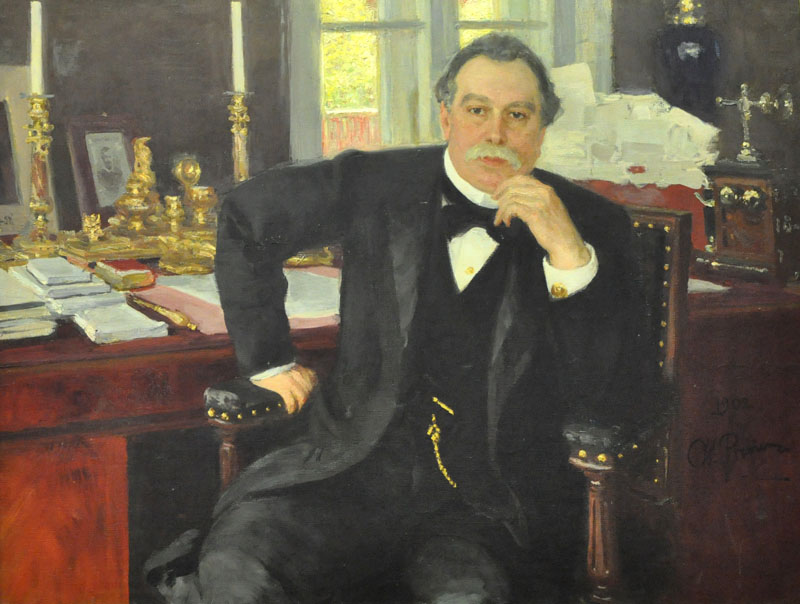
Ritratto del ministro dell'Interno russo Vjačeslav von Plehve, olio su tela di Il'ja Repin, 1902.

Il Museo nazionale di belle arti della Repubblica di Bielorussia (in bielorusso Нацыянальны мастацкі музей Рэспублікі Беларусь? e in russo Национальный художественный музей Республики Беларусь?) è il più grande museo della Bielorussia. Situato nella capitale Minsk, espone più di 25 000 oggetti, tra sculture, disegni e dipinti dall'XI al XX secolo, provenienti da tutta Europa e Asia.
Creato il 24 gennaio 1939 sotto il dominio sovietico, il museo ha sofferto gravemente della seconda guerra mondiale, che ha completamente devastato la città di Minsk. Alla fine della guerra, però, il museo fu rapidamente ricostruito, arricchito anno dopo anno con le sue collezioni, e aprì anche proprie filiali. Oggi è uno dei musei più ricchi dell'Europa orientale.
Il museo è particolarmente ricco di dipinti di maestri russi e bielorussi dei secoli XIII-XIX e ha molti manoscritti slavi e manufatti russi del XX secolo. Ha anche diverse filiali sparse in tutto il paese, ognuno dei quali, dal castello polacco alla piccola chiesa russa, evoca un aspetto della cultura e della storia del paese.

## Storia

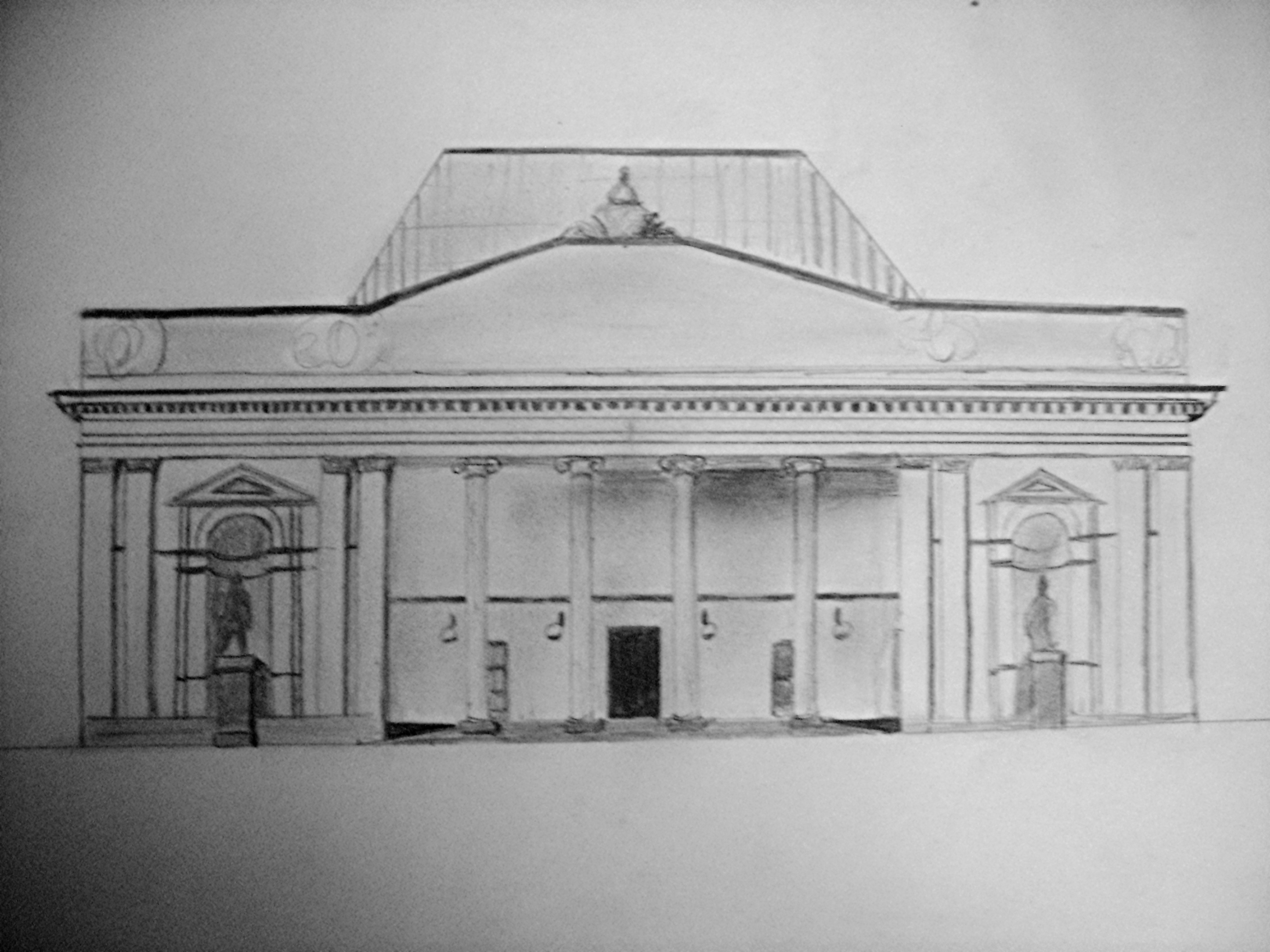

### Prima costituzione delle collezioni
Il museo è stato ufficialmente istituito il 24 gennaio 1939 dal Consiglio popolare della Repubblica socialista sovietica bielorussa e all'epoca ospitato nella scuola comunista di agricoltura di Minsk.
Il primo curatore, Nikolaj Micholap, orientò le sue acquisizioni verso le arti tradizionali bielorusse. Le prime opere esposte furono quindi icone, dipinti e disegni di artisti bielorussi; successivamente il museo si è arricchito grazie ai contributi dei musei municipali delle principali città del Paese, tra cui quelli di Minsk, Vicebsk, Mahilëŭ e Homel'. Alcune opere sono temporaneamente in prestito ai principali musei russi, come il Museo Puškin.
Lo stesso anno dell'istituzione del museo scoppiò la seconda guerra mondiale con l'invasione della Polonia occidentale da parte della Germania nazista. Il patto di non aggressione firmato con l'URSS consentì a quest'ultima di impossessarsi della Polonia orientale, annettendola alla Bielorussia. Il museo acquisì quindi nuove opere da musei e castelli polacchi. Il museo si è inoltre arricchito con opere di artisti contemporanei. All'inizio del 1941 il museo contava già 2.711 opere, di cui 400 esposte.

### Seconda guerra mondiale e ricostruzione
Il museo, pazientemente arricchito, ebbe una tragica fine dai primi giorni dell'invasione nazista, nell'estate 1941. Il governo aveva infatti pianificato l'evacuazione totale delle opere d'arte verso la Russia, ma il piano non poté essere attuato cosicché i nazisti poterono appropriarsi degli oggetti, come fecero in tutti i paesi invasi. Le collezioni partirono per destinazioni ancora oggi sconosciute

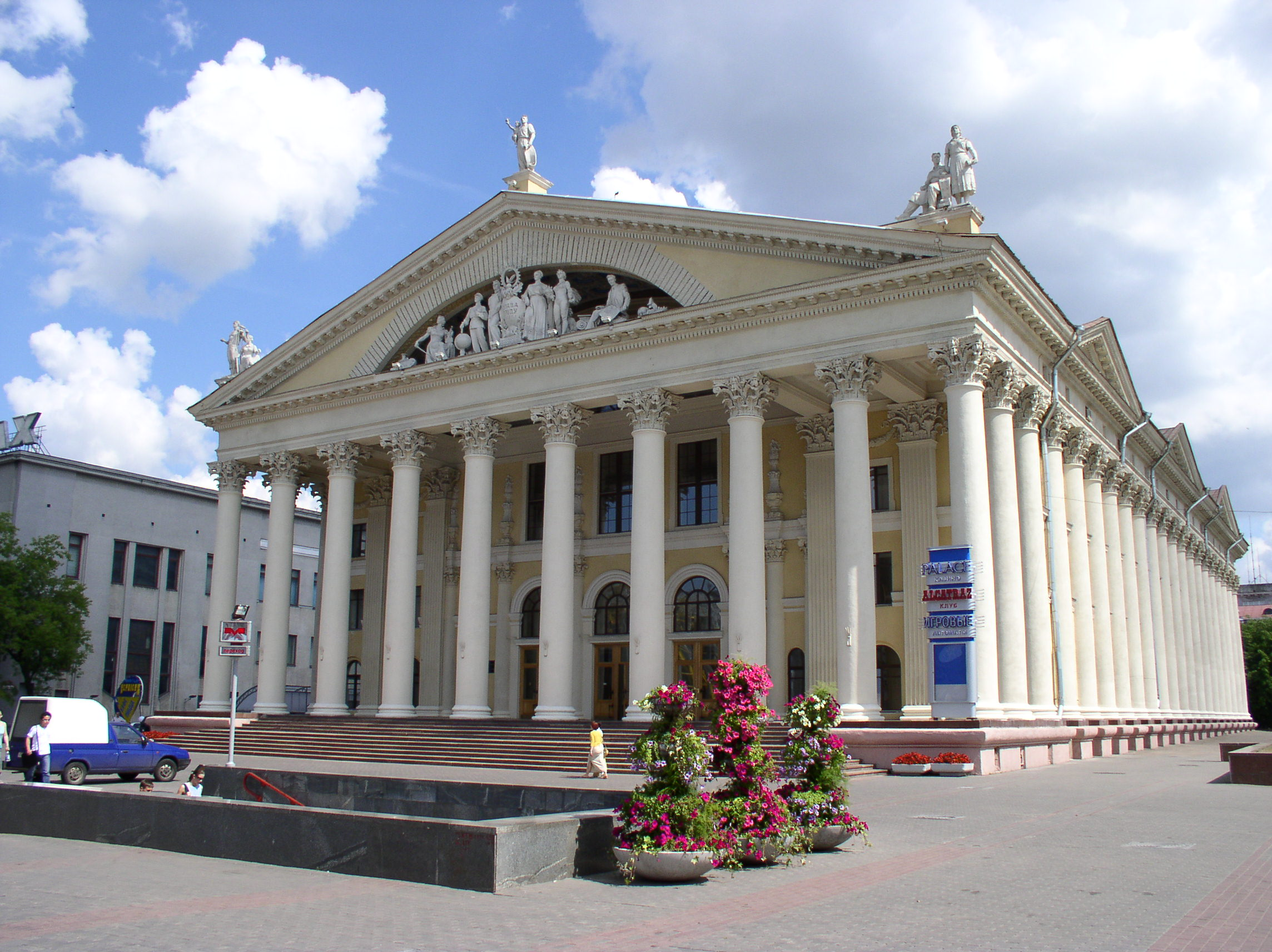
Il Palazzo della Cultura

Alla fine della guerra, Minsk risultava distrutta per il 90% degli edifici e le gallerie che il museo occupava nel 1941 erano scomparse. Solo una piccola parte delle collezioni fu recuperata o restituita, e le autorità bielorusse deciso così di ricreare un museo completamente nuovo. Elena Aladova, già direttrice del dipartimento artistico russo e bielorusso, fu nominata curatrice e dedicò la sua vita alla ricostruzione del Museo di belle arti. Le poche opere sopravvissute alla guerra furono temporaneamente esposte al Palazzo della Cultura, un vasto edificio neoclassico in piazza della Libertà, nel cuore di Minsk.
Rapidamente, la motivazione dei dipendenti e l'interesse del governo nel ricreare il museo resero possibile l'acquisizione di nuovi dipinti già nel 1945, con opere di artisti russi del XIX secolo, tra cui Boris Michajlovič Kustodiev, Vasilij Dmitrievič Polenov, Aleksandr Pavlovič Brjullov e Isaak Il'ič Levitan. Anche alcuni musei russi aiutarono il curatore a riallestire l'esposizione: ad esempio il Museo Puškin inviò a Minsk tre paesaggi di Archip Ivanovič Kuindži, un altro di Aleksej Bogoljubov e un ritratto ufficiale di Caterina II. Mentre le rovine del vecchio museo venivano rimosse, furono ritrovate diverse icone che erano state dimenticate dai nazisti durante la guerra e rimaste miracolosamente intatte, la maggior parte di esse risalgono al XVI secolo. Nel novembre 1946 il museo fu riaperto al pubblico con 317 opere d'arte esposte; tuttavia, le stanze utilizzate nel Palazzo della Cultura divennero troppo anguste e fu decisa così la costruzione di un nuovo edificio.

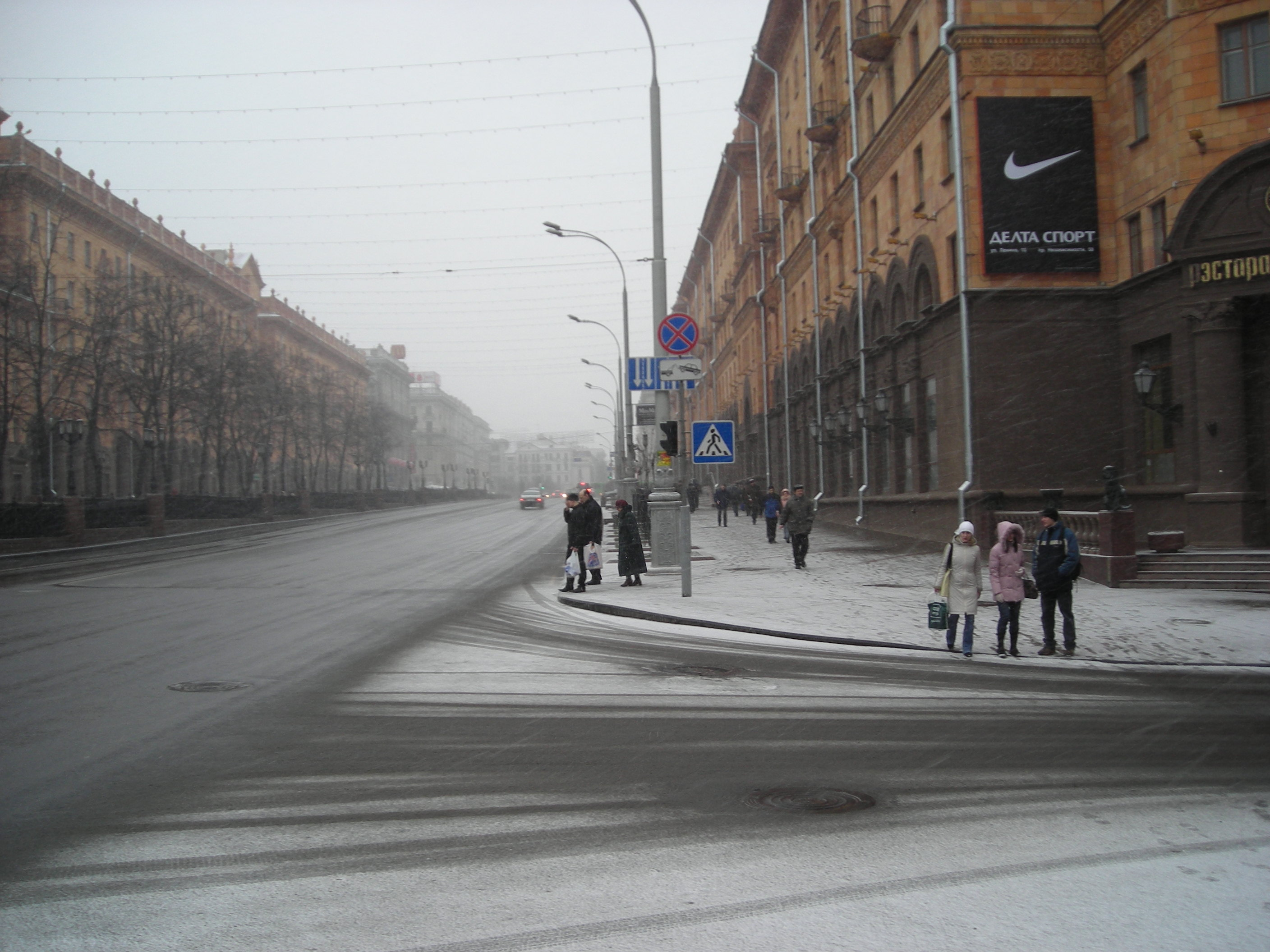
Via Lenin in inverno

L'architetto Michail Baklanov viene scelto per redigere il progetto del nuovo edificio, per il quale optò per uno stile architettonico neoclassico ispirato a quello utilizzato nel XIX secolo e ampiamente utilizzato per la ricostruzione del centro di Minsk. La facciata del museo, posta su via Lenin, è piuttosto severa e risponde all'immagine classica dei musei. L'edificio si articola su due piani su cui sono distribuiti dieci ampie sale e un grande ballatoio. Fu completato nel 1957 e inaugurato il 5 novembre dello stesso anno, con il nome di Museo di Stato della Repubblica Socialista Sovietica Bielorussa.
Negli anni successivi le collezioni del museo continuarono ad aumentare, grazie a donazioni di altre istituzioni e fondi privati e ad acquisti. Così, il museo ha acquisito opere di Igor' Grabar, Vladimir Favorskij o Pëtr Končalovskij, famosi artisti dell'Europa orientale.

### Gli anni '70 e '80
Gli anni '70 e '80 segnarono l'apice del museo, che allora era uno dei più importanti del mondo socialista. Successivamente prestò opere a numerose istituzioni e arricchì costantemente le sue gallerie.
Le collezioni si diversificarono con l'apporto di opere di origine occidentale. Arrivarono infatti dipinti dalla Polonia nel 1974, dalla Gemäldegalerie Alte Meister di Dresda nel 1975, dai musei americani nel 1976 e dal Metropolitan Museum of Art di New York nel 1978. Nel 1979, il museo acquistò opere dalla Galleria Nazionale di Praga e sete dalla Fabrique di Lione nel 1981.
Anche Jurij Karašun, curatore nominato nel 1977, fu coinvolto nella protezione del patrimonio bielorusso e lanciò la campagna per restaurare il castello di Mir, che in seguito divenne una filiale del museo. Questo castello, uno dei più famosi in Bielorussia, è stata incluso dal 2000 nel Patrimonio mondiale dell'Unesco. Altre filiali furono aperte in tutto il paese, come a Mahilëŭ.
Le collezioni, cresciute di anno in anno, diventarono troppo grandi per l'edificio di via Lenin, tanto che solo una piccola parte poteva ormai essere esposta. Nel 1985 furono previsti lavori di ampliamento in due fasi, con la costruzione di un dipartimento in via Kirov in cui includere i servizi del museo e una sala di lettura, quindi l'ampliamento dell'edificio originale dal retro. I lavori per il dipartimento furono completati nel 1989 e l'ampliamento effettivo iniziò nel 1993.

### Dal 1993

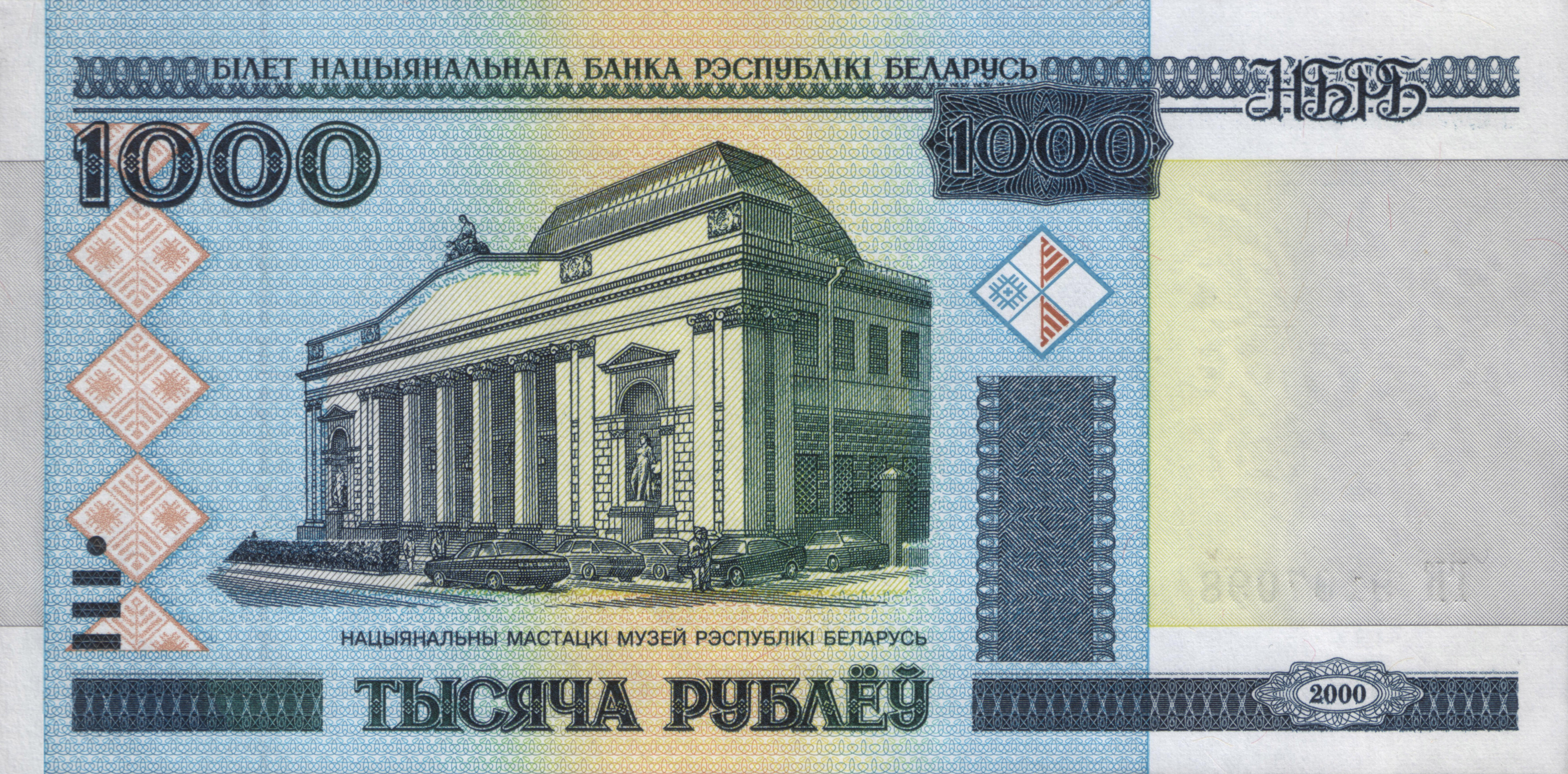
Il museo su una banconota bielorussa da 1000 rubli

L'indipendenza della Bielorussia nel 1991 comportò molti cambiamenti amministrativi, tra cui la denominazione che divenne Museo Nazionale di Belle Arti della Repubblica di Bielorussia.
Negli anni '90 il museo fu restaurato, confermando il ruolo di importante centro culturale, grazie a numerose e ricche mostre temporanee. Dal 1994 dispone di propri archivi.
Nel 1999 sono stati completati i lavori di ampliamento e un decreto presidenziale ha permesso al museo di acquisire l'edificio al civico 22 di via Kenin, che da allora ha ospitato mostre. Nel 2000, in occasione del bicentenario del pittore polacco Walenty Wańkowicz, il museo aprì una nuova filiale nella vecchia casa della sua famiglia a Minsk.

## Collezioni permanenti

### Antica arte bielorussa
Questa raccolta raccoglie opere che risalgono alle origini del paese, all'epoca del Principato di Polack, fino all'inizio del XIX secolo. I reperti sono vari, poiché si possono ammirare vestigia ritrovate durante gli scavi, oggetti quotidiani o religiosi, gioielli tradizionali, icone, statue.
Le opere più recenti sono costituite da ritratti di notabili bielorussi, realizzati tra il XVI e il XVIII secolo, la maggior parte di queste tele proviene dai castelli di Mir e Nesvij, che un tempo appartenevano ai principi Radziwiłł, che costituivano la più grande famiglia bielorussa.
La collezione comprende anche alcuni manoscritti, per lo più rinvenuti nelle chiese.

### Arte bielorussa dal XIX secolo all'inizio del XX secolo

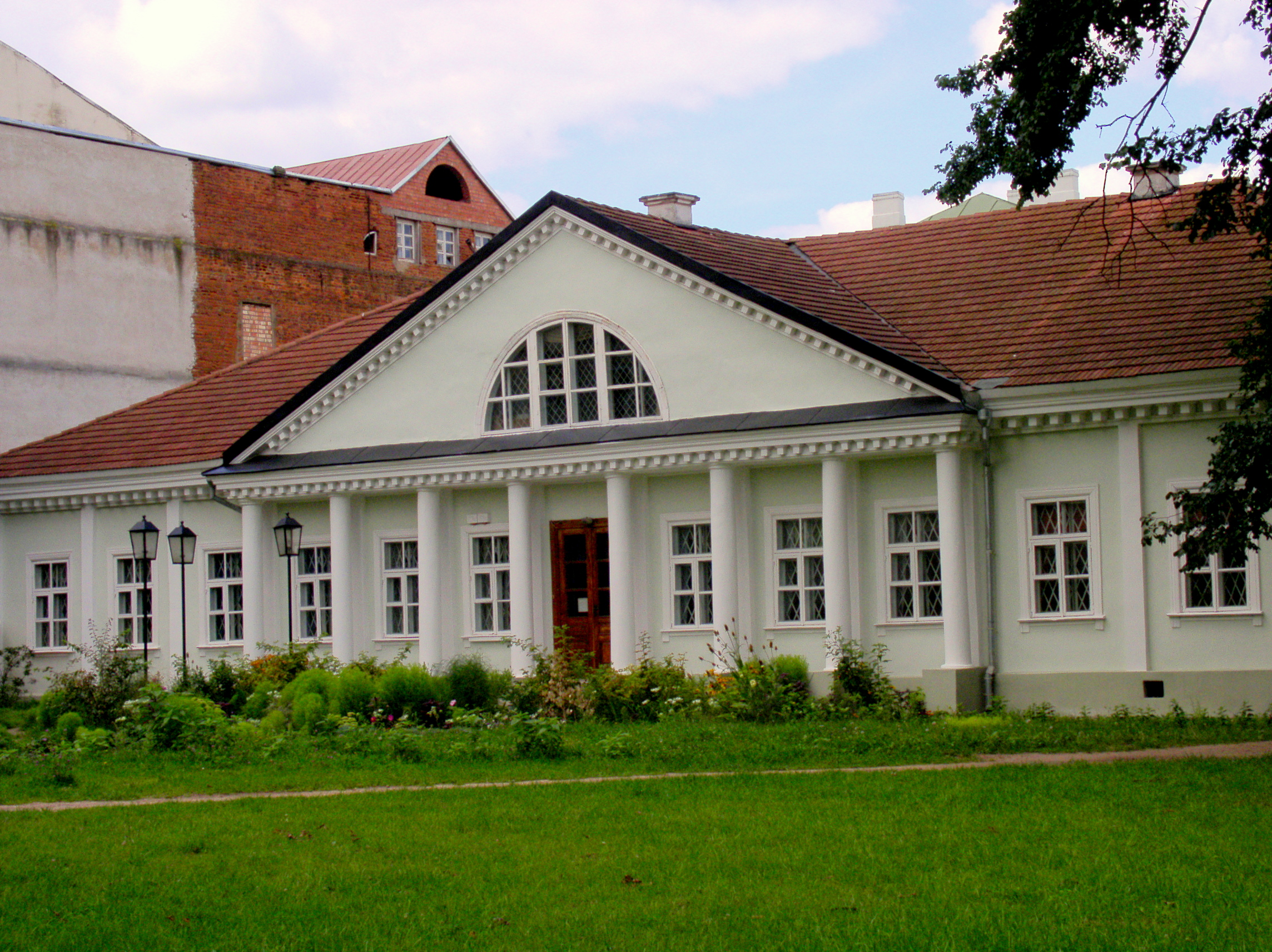
La casa Wańkowicz

Questa collezione è in parte esposta nella casa Wańkowicz a Minsk e in un museo a Mahilëŭ.
Il museo raccoglie circa 500 opere sul tema, poco rispetto alle altre collezioni ma si spiega con i saccheggi della seconda guerra mondiale.
L'arte bielorussa di questo periodo è molto diversa da quella dei secoli precedenti: alla fine del XVIII secolo infatti, la Bielorussia, precedentemente polacca, venne inclusa nell'impero russo. L'amministrazione russa quindi impose una severa russificazione, sforzandosi di sradicare la cultura bielorussa.
L'arte bielorussa fu quindi intrisa dello spirito russo e anche i movimenti artistici europei dell'epoca hanno lasciato il segno.
Le opere più presenti sono i ritratti, ma ci sono anche paesaggi e interni.

### Arte bielorussa moderna
L'arte moderna bielorussa è rappresentata da quasi 11.000 opere, poco meno della metà degli oggetti in mostra. Questi sono dipinti, sculture, disegni o anche oggetti fabbricati.
I dipinti più antichi, eseguiti prima della prima guerra mondiale, sono intrisi di desideri rivoluzionari e comunisti, il loro realismo contrasta con il romanticismo e la leggerezza dei dipinti dei maestri del secolo precedente. I dipinti risalenti al periodo sovietico sono fedeli ai canoni del Cremlino, così come quelli che testimoniano la seconda guerra mondiale, che rendono omaggio agli eroi del comunismo. La collezione conserva anche ritratti di dignitari bielorussi e rappresentazioni di monumenti del paese.
La scultura è meno rappresentata della pittura, e include più lavori artistici di artisti contemporanei. Le arti applicate si dividono tra arte tradizionale e arte industriale, con oggetti raccolti risalenti ai decenni successivi alla seconda guerra mondiale. La sezione industriale riunisce una vasta collezione di oggetti in vetro e maiolica, opere dei principali designer bielorussi.

### Arte russa
La collezione d'arte russa riunisce opere dei secoli XVIII, XIX e XX.
L'età dell'Illuminismo è rappresentata da dipinti di grandi maestri come Dmitrij Grigor'evič Levickij e Fëdor Rokotov: questi dipinti, per lo più ritratti di notabili, sono molto rappresentativi del loro tempo per la ricerca della trasparenza tra l'immagine e la psicologia del soggetto, e anche per i colori delicati e fioriti.
Opere della prima metà del XIX secolo riflettono il romanticismo e l'ideale cosmopolita europeo. Così, alcuni dipinti furono realizzati in Italia, come quelli di Karl Pavlovič Brjullov. Il museo conserva alcuni ritratti di questo periodo, ma i paesaggi sono più numerosi.
La seconda metà del XIX secolo ha lasciato opere realistiche, come quelle di Ivan Kramskoj, o al contrario a volte fantastiche, come alcuni dipinti di Viktor Vasnecov. Il museo ha anche paesaggi di questo periodo, opere di Isaak Levitan, Il'ja Repin, Vasilij Surikov.
Il museo ospita opere appartenenti ai movimenti artistici della prima metà del XX secolo, come la Rosa Blu e il Fante di Quadri, che includevano Boris Kustodiev, Pëtr Končalovskij e Konstantin Korovin.
La pittura contemporanea russa del dopoguerra difficilmente è rappresentata dalla pittura.
La scultura è generalmente rara, ma i pezzi sono molto rappresentativi dello sviluppo artistico russo. La seconda metà del XIX secolo è il periodo che ha lasciato in eredità il maggior numero di statue al museo.
Le arti decorative sono invece abbondantemente presenti: i pezzi più antichi risalgono al XIX secolo e provengono da manifatture russe; sono generalmente oggetti in terracotta, cartapesta o legno laccato. Oggetti più recenti provengono dall'industria sovietica e sono per lo più pezzi di terracotta.

### Arte occidentale
Questa collezione non è la più grande del museo e, iniziata alla fine degli anni '40, non è stata realmente messa insieme fino agli anni '60. Nel 1961, un collezionista di Minsk, Michail Gabyčev, donò dieci opere al museo, che costituì una prima collezione di pittura italiana. Successivamente sono state effettuate donazioni dal Museo Nazionale delle Arti Grafiche e le collaborazioni con i musei russi hanno consentito l'acquisizione di dipinti francesi nel 1965.
La collezione d'arte occidentale presenta opere dal XVI al XX secolo, per lo più provenienti da Italia, Francia e Paesi Bassi, oltre che opere di artisti svizzeri, tedeschi e polacchi.
L'arte italiana è evocata con diversi dipinti, principalmente ritratti e scene bibliche o mitologiche di artisti del XVI-XVIII secolo, come Antonio Zanchi. L'arte francese è rappresentata da opere del XVIII-XX secolo, come i paesaggi di Hubert Robert e Claude Joseph Vernet, i ritratti di François Gérard e Alexis Grimou o una scultura di Jean-Baptiste Carpeaux. La sezione fiamminga comprende dipinti del XVII secolo, tra cui i dipinti Inverno ed Estate di Thomas Heeremans, originario di Haarlem o un L'inizio della caccia di Philips Wouwerman.
Tra i pochi altri paesi dell'Europa occidentale illustrati nel museo ci sono l'Inghilterra, con dipinti di George Morland e Thomas Barker, Danimarca, con un dipinto di Hans Christian Jensen, e la Svizzera, con un paesaggio di montagna di Alexandre Calame.
Il museo ha alcune incisioni, ad esempio del francese Nicolas-Gabriel Dupuis, e manufatti, come porcellane della Sassonia, mobili antichi olandesi, polacchi e tedeschi.

### Arte orientale
La collezione ha avuto origine negli anni '50, quando il ministro della cultura cinese ha donato al museo diversi oggetti decorativi cinesi. Negli anni '60, il museo acquisì altre opere orientali dal Museo di arte orientale tradizionale di Mosca e da collezioni private. Oggi la collezione comprende opere dell'Asia centrale e meridionale, dell'Estremo Oriente, del Caucaso, del Medio Oriente e del Sud-est asiatico.
La sezione cinese comprende vasi, stoviglie e oggetti in terracotta XVIII secolo e XVIII secolo, ma smalti. Puoi anche vedere bottiglie di profumo, cucchiai di terracotta, vetro o pietre semipreziose del XIX secolo e all'inizio del XX secolo.
Gli oggetti di origine giapponese risalgono principalmente al XIX secolo e XX secolo. Il museo ha tra gli altri oggetti di terracotta di Arita, ventagli, tabacchiere, kimono cerimoniali e netsuke, piccole statuette di legno o corno che consentono di attaccare oggetti all'obi, la cintura del kimono.
La collezione è arricchita da numerose opere indiane del XIX secolo e XX secolo. Il museo ha molti sari tradizionali, tappeti, scialli e sciarpe degli anni '50, '70 e '80. La collezione comprende anche oggetti in rame, come statue, utensili di culto o quotidiani, scatole di legno del Kashmir e patachitras, dipinti tradizionali dell'Andhra Pradesh.
L'arte persiana è rappresentata da stoviglie in ceramica, metallo e vetro del XIX secolo, oggetti in cartapesta o legno laccato del XVIII-XIX secolo del Belucistan. L'Asia centrale è rappresentata dalle ceramiche di Samarcanda.

## Mostre temporanee
Il museo presenta mostre temporanee tutto l'anno. Questi sono sempre legati alle collezioni temporanee, che integrano o ampliano. Così, nel 2008, il museo ha tenuto mostre sul pittore bielorusso del XX secolo Israil Basov, sull'arte vietnamita del XX secolo, sulle icone russe, bielorusse e ucraine, su paesaggi in pittura, su ceramiche giapponesi contemporanee.

## Filiali

### Casa Wańkowicz

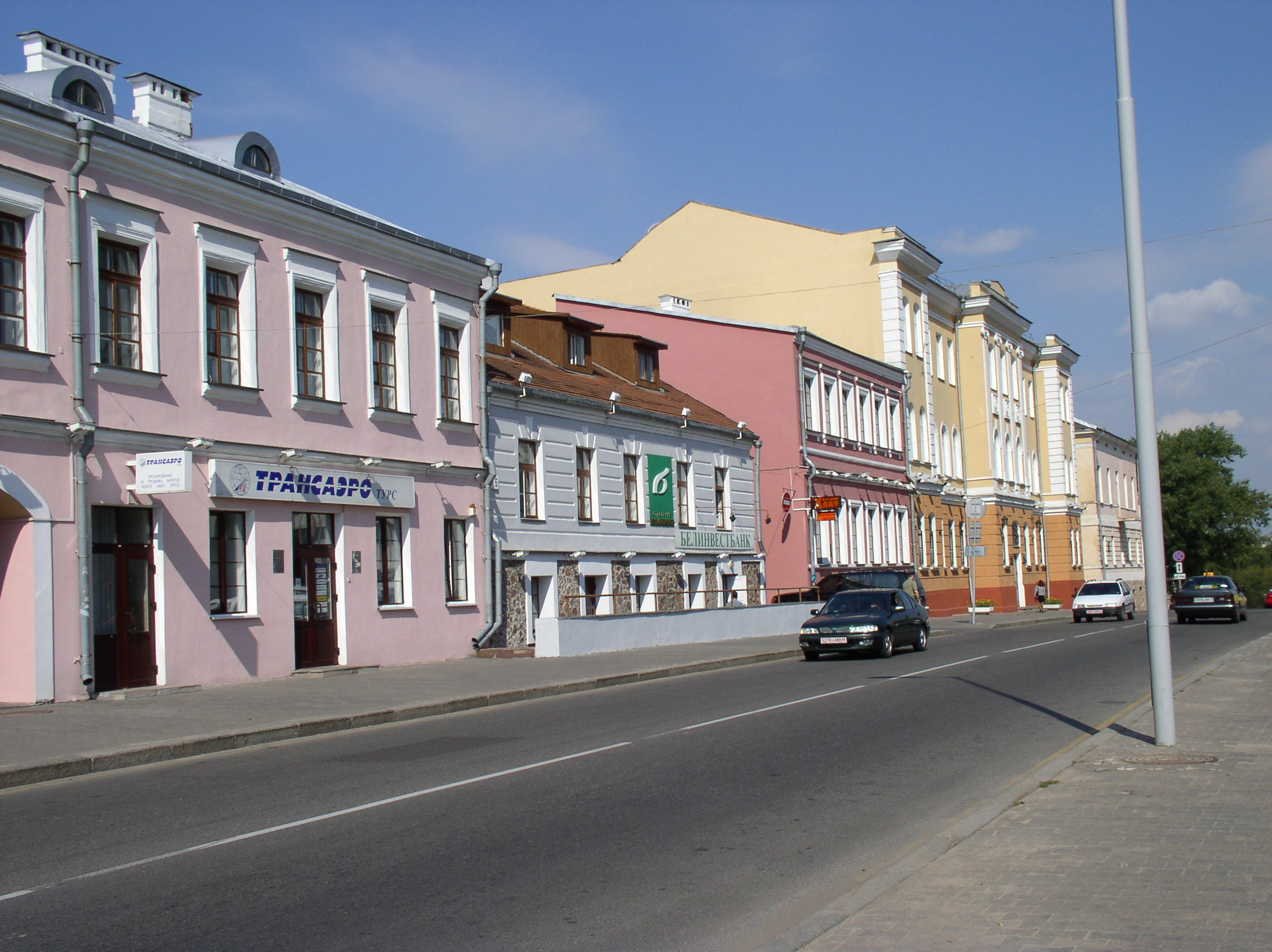
Vulica Internacyjanal'naja, dove sorge la casa Wańkowicz

Questa casa padronale, un tempo proprietà dell'artista Walenty Wańkowicz, è stata trasformata in museo nel 2000, in occasione del 200º anniversario della nascita di questo pittore di Minsk. La prima casa in questo sito fu costruita in legno alla fine del XVI secolo. Nel XVII secolo fu sostituita dall'attuale casa padronale in pietra con la casa del custode. Il complesso, circondato da un giardino, si trova nel cuore di Minsk, in una delle poche strade risparmiate dai bombardamenti della seconda guerra mondiale. Prima di poter ospitare le collezioni, la casa è stata ristrutturata e l'interno è stato riportato alla decorazione e all'arredamento della prima metà dell'Ottocento.
Il museo è interamente dedicato a Walenty Wilhelm Wańkowicz, nato nel 1799 nei pressi di Minsk da una famiglia di nobili polacchi. La situazione politica e il desiderio di vedere opere rinascimentali lo portarono a lasciare Minsk nel 1839. Morì nel 1842 a Parigi, dove è sepolto. Nelle sale sono esposte le sue attrezzature, un buon numero dei suoi quadri e le sue fotografie. Il museo ospita anche dipinti di artisti bielorussi contemporanei a Wańkowicz, come Tadeusz Górecki, Ksaverij Mickievič o Ivan Chruckij. In alcune sale sono esposti oggetti raccolti dall'artista e dai suoi fratelli, come specchi, mobili in noce e dipinti di pittori locali ed europei.
La casa Wańkowicz, oltre ad essere un museo, è rappresentativa delle dimore e dei palazzi occupati dall'élite che ha portato progresso e cultura nel XIX secolo, quando la Bielorussia era un paese povero e molto rurale.

### Castello di Mir

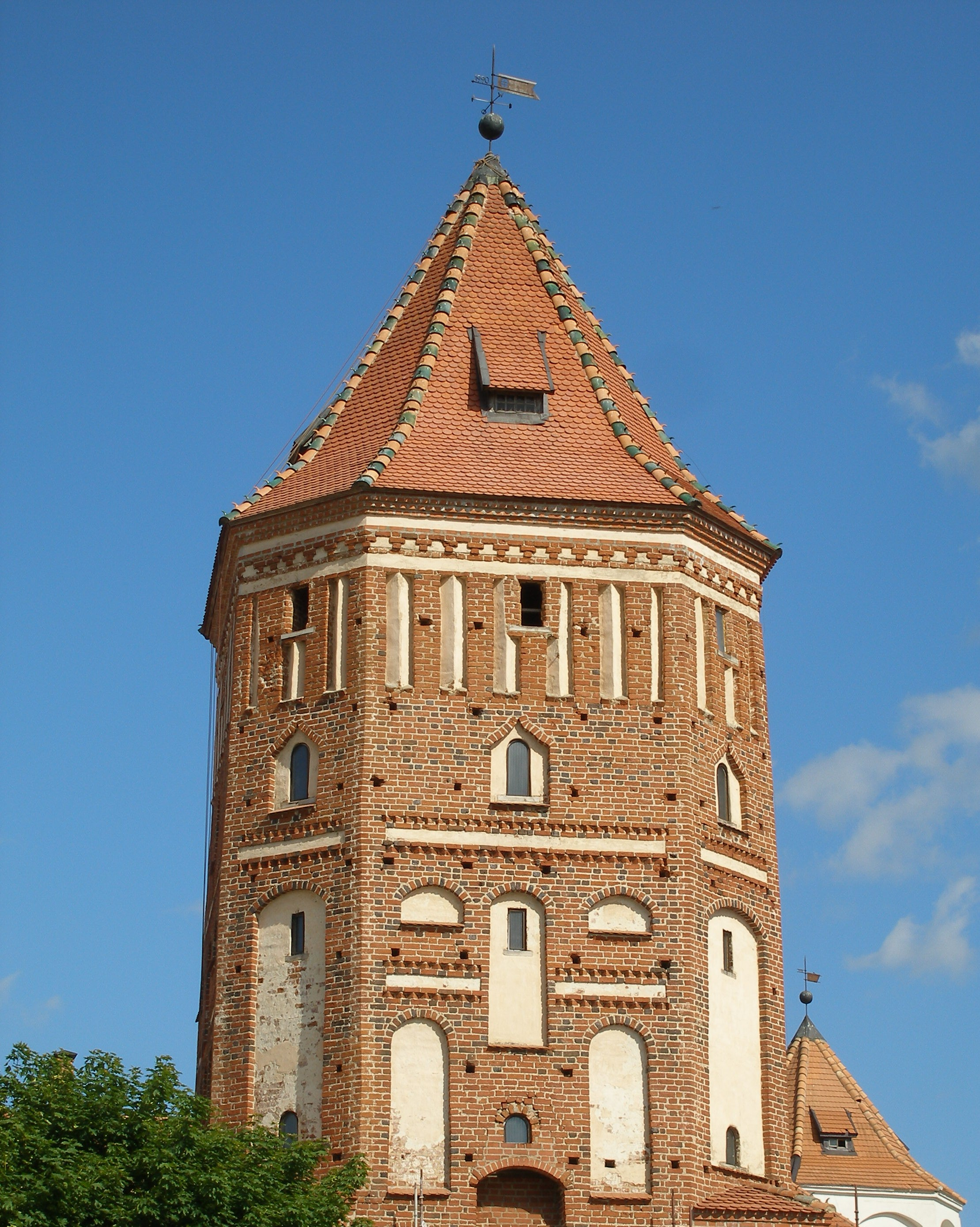
Torre centrale del castello di Mir

Il Complesso del Castello di Mir, situato nella Bielorussia sud-orientale, nella Regione di Homel', è uno dei siti turistici più importanti del paese.
Il castello viene menzionato per la prima volta nel 1395, ma l'attuale costruzione, di stile tardo gotico, inizia solo nel 1522. La proprietà viene poi ereditata dalla famiglia Radziwiłł, una grande casa nobiliare polacca in Bielorussia. Nei secoli successivi il castello subì più volte gravi danni, in particolare durante le guerre napoleoniche. Il restauro intrapreso dai polacchi negli anni '30 fu interrotto dalla seconda guerra mondiale e l'edificio ospitò poi un ghetto e una caserma. Lo stato bielorusso ha acquisito la tenuta nel 1947 e, nel 1981, è stata lanciata un'importante campagna di restauro. Da quella data il castello divenne una scuola d'arte. Nel 1991 è stata intrapresa una nuova campagna di restauro, approvata dall'UNESCO nel 1992, che ha consentito l'istituzione di un museo in una delle torri. Il castello è stato iscritto nella lista del Patrimonio dell'umanità nel 2000.

### Museo di arti e mestieri bielorussi di Raŭbiči
Il Museo bielorusso delle arti e dei mestieri di Raŭbiči (Музей беларускага народнага мастацтва ў Раўбічах in bielorusso) è ospitato in un'ex chiesa neogotica costruita nel 1862 e situata a Raubaine, una città situata a circa venti chilometri da Minsk. Il museo è stato fondato nel 1979.
È dedicato alle arti popolari del paese e presenta un gran numero di oggetti antichi caratteristici della vita rurale in Bielorussia dal XVI secolo al XIX secolo. Possiamo così vedere abiti ricamati, oggetti decorativi in paglia, ceramiche, giocattoli, utensili e attrezzi vari.

### Museo d'arte VK Bialynitski-Biroulia
Il Museo d'arte VK Bialinitsky-Birulia (Музей В.К. Бялыніцкага-Бірулі in bielorusso) è aperto dal 1982. È installato a Mahilëŭ, una città nell'est del paese, in una XVII XVII secolo. È interamente dedicato all'artista Vitold Kaetanovič Bialynicki-Birulja, nato nel 1872 e morto vicino a Tver' nel 1957. Il museo ha molti dei suoi dipinti così come oggetti personali e foto. Questo pittore ha lasciato principalmente ritratti e paesaggi.

### Complesso architettonico Roujany

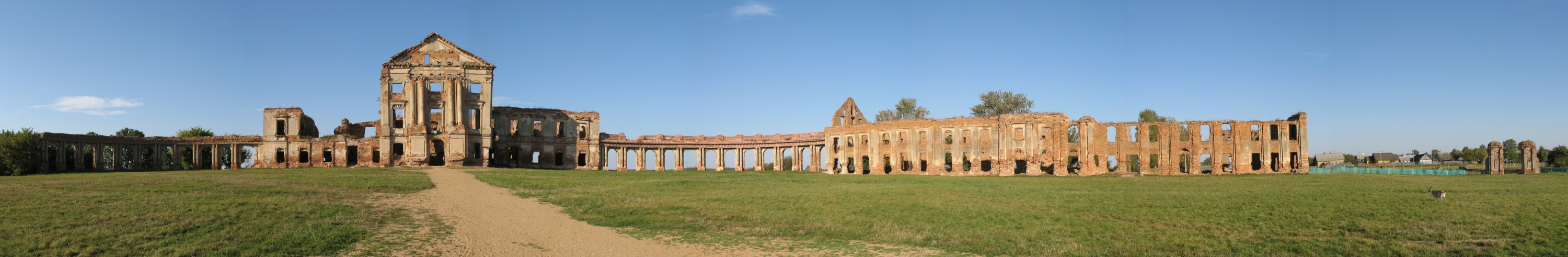
Panorama delle rovine del castello di Roujany

Il complesso architettonico di Roujany (Aрхітэктурны комплекс у Ружаны in bielorusso), nella Bielorussia centro-occidentale. Menzionata nel 1280, la tenuta Roujany apparteneva a una delle famiglie polacche più famose in Bielorussia, la famiglia Sapieha. Comprende un castello, una chiesa e un monastero.
Il castello, di origine medievale, fu ricostruito nella seconda metà del XVI secolo e XVIII secolo. Abbandonato e gravemente danneggiato durante la prima e la seconda mondiale, è stato ridotto a ruderi, ma sono ancora visibili porzioni significative.
Anche il monastero fu costruito nel XVII secolo, fu chiuso a seguito della rivolta polacca del 1830. Ristrutturato, ospita un museo dal 1989.

## Servizi

### Restauro delle opere
Il museo ospita un laboratorio di restauro scientifico e artistico dal 1989. In precedenza, gli articoli danneggiati venivano inviati a Mosca o San Pietroburgo. Nel 2008, 18 specialisti lavorano nel laboratorio di Minsk, sono in grado di restaurare dipinti su tela, tessuti, ceramica, pelle e cornici e possono valutare e attribuire le opere. Sono stati formati a Mosca, San Pietroburgo o in Polonia.
Il laboratorio lavora in collaborazione con l'Accademia delle scienze bielorussa e l'Istituto di fisica. È diviso in quattro dipartimenti, dedicati all'arte bielorussa antica, all'arte bielorussa moderna, all'arte russa e all'arte straniera.